# Meijiang He
Meijiang He (kinesiska: 梅江河) är ett vattendrag i Kina. Det ligger i storstadsområdet Chongqing, i den sydvästra delen av landet, omkring 270 kilometer sydost om det centrala stadsdistriktet Yuzhong. Meijiang He ligger vid sjön Zhongling Shuiku.
Genomsnittlig årsnederbörd är 1 569 millimeter. Den regnigaste månaden är maj, med i genomsnitt 274 mm nederbörd, och den torraste är december, med 28 mm nederbörd.